# 奧爾利基夫希納
49°45′0″N 33°31′24″E / 49.75000°N 33.52333°E
奧爾利基夫希納（羅馬化：Orlykivshchyna）是烏克蘭中部的村莊，隸屬波爾塔瓦州的盧布尼區。該村距離斯基比夫希納1公里，海拔高度113米，2001年人口319。